# Движение (партия, Исландия)
Движение (исл. Hreyfingin) — исландская политическая партия, основанная 18 сентября 2009 года в результате выхода 3 членов Гражданского движения из партии. В результате этого Гражданское движение потеряло все места в Альтинге, тогда как Движение получило 3 места.

## Идеология
В целом идеология партии не сильно различается с политикой Гражданского движения: Движение точно так же выступает за административные, финансовые и демократические преобразования, а также за пересмотр существующей Конституции. Согласно утверждению, партия будет расформирована, как только её цели будут достигнуты или, напротив, когда станет понятно, что цели в принципе не достижимы. На деле, Движение не просуществовало и трёх лет, объединившись в 2016 году с Гражданским движением и Либеральной партией в новую партию «Рассвет», а активистка и парламентарий Биргитта Йонсдоттир перешла в Пиратскую партию.